# Тупейный художник (опера)
«Тупейный художник» — опера И. П. Шишова в 4 действиях (9 картинах). Либретто оперы написано М. С. Чуйко по рассказу Н. С. Лескова «Тупейный художник» о трагической судьбе крепостного мастера-цирюльника Аркадия и его невесты, актрисы крепостного театра Любы. Премьера оперы состоялась 24 марта 1929 года на сцене Большого театра (2-й ГОТОБ). Дирижёром первой постановки был М. М. Ипполитов-Иванов, режиссёрами — В. Л. Нардов и А. П. Петровский, балетмейстером — Л. А. Лащилин, художником — М. М. Сапегин. Партию графа Каменского исполнил В . Л. Нардов, графа Каменского младшего — А. А. Яхонтов, Попа — С. А. Красовский, Попадьи — Е. А. Подольская, бывшей крепостной актрисы Дроссиды — К. Е. Антарова, крепостной актрисы Любы — С. П. Зорич, тупейного художника Аркадия Ильича — И. П. Бурлак.

## Действующие лица
- Старший граф Каменский — тенор меццо-характерный с драматическим оттенком
- Младший граф Каменский — бас
- Поп — бас
- Попадья — меццо-сопрано
- Старший камердинер младшего графа — баритон
- Нянька-шутиха младшего графа — меццо-сопрано низкое
- Дворецкий старшего графа — бас
- Охотники старшего графа — хор
- Орловские парикмахеры — мужской хор с альтами
- Аркадий Ильин, парикмахер театральной труппы (тупейный художник) — высокий баритон
- Люба, крепостная актриса старшего графа — лирико-колоратурное сопрано
- Маланья, крепостная актриса — драматическое сопрано
- Крепостной режиссёр — бас
- Француз-балетмейстер — характерный тенор
- Дросида, старая телятница — меццо—сопрано
- Филя, пастушок — 2 меццо-сопрано
- 1-й, 2-й и 3-й бродяги (тенор и 2 баса)
- Ночные сторожа — тенор и баритон
- Любовь Анисимовна, крепостная актриса Люба в старости — меццо-сопрано низкое
- Два её внука
- Костюмер, танцоры, солисты, певцы, плотники в театре — хор
- Толпа крестьян — хор

Действие происходит в 1820-е годы. Место действия — Орёл, усадьба старшего графа и городской дом младшего графа, деревня Сухая Орлица в доме Попа.

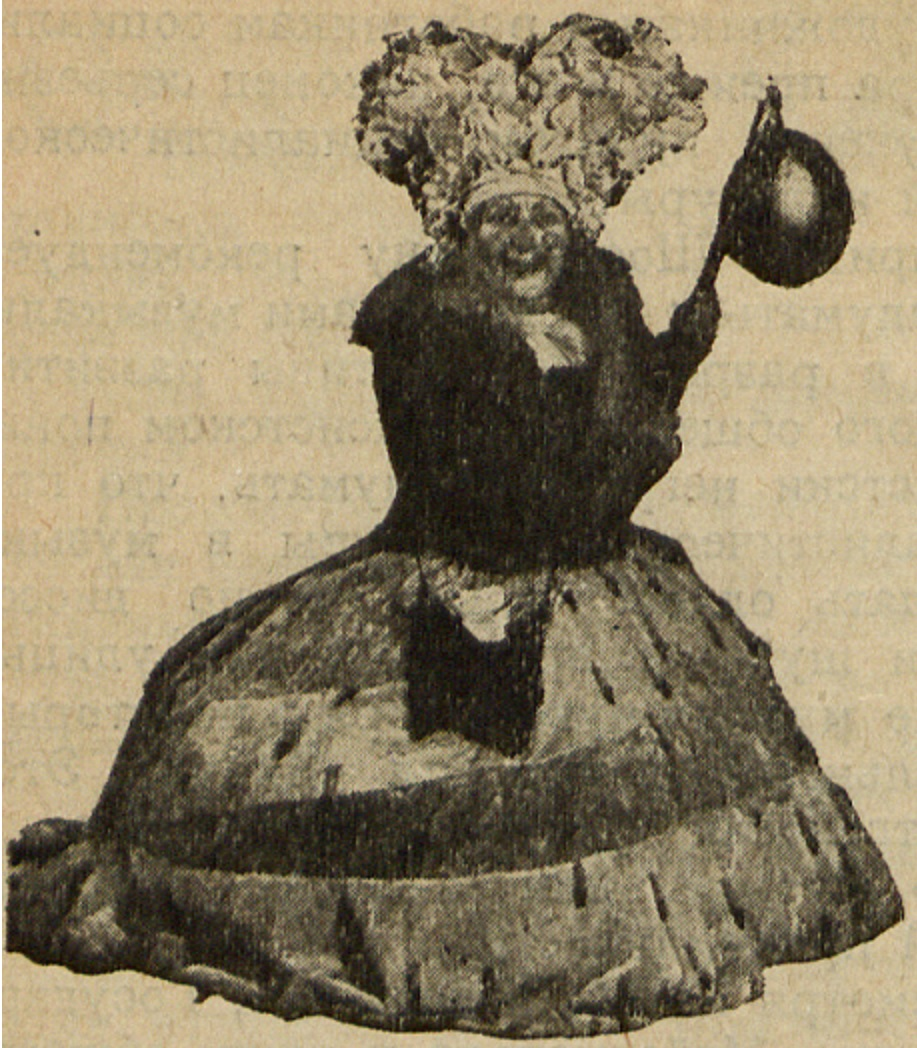
Шутиха (Шервинская)
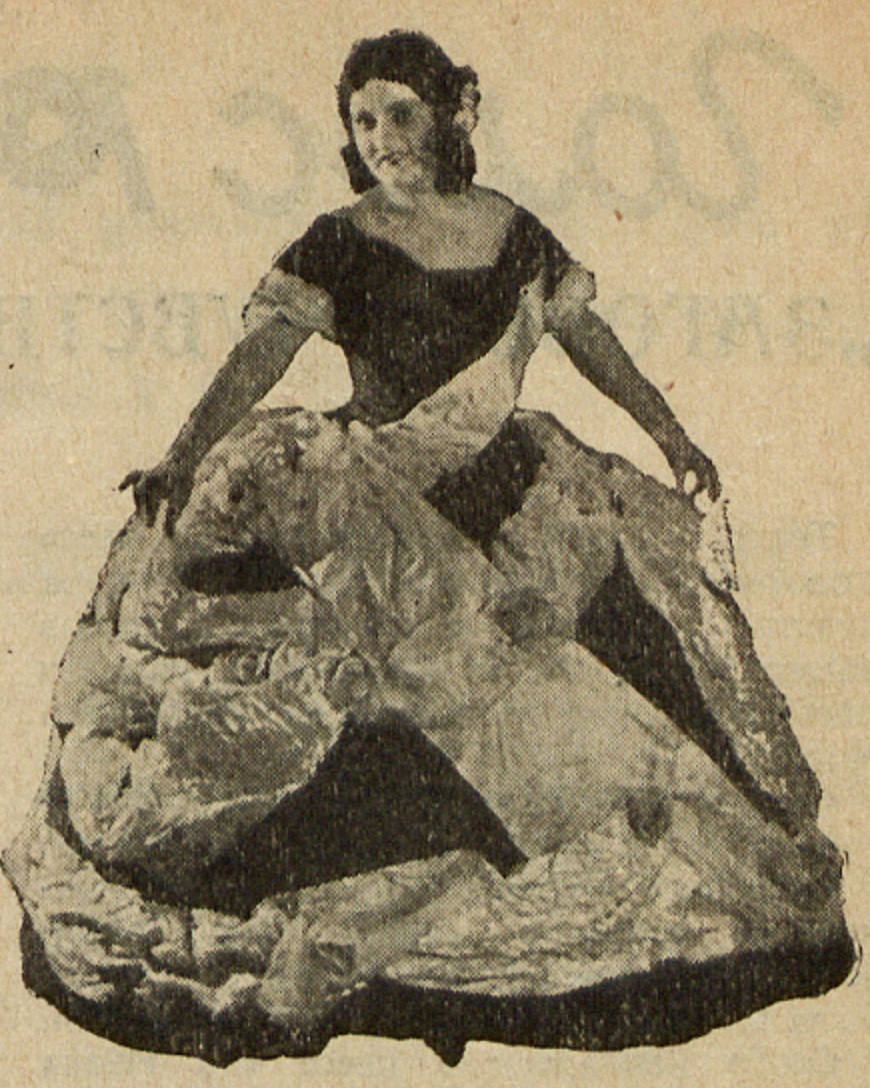
Крепостная актриса Маланья (Муслина)
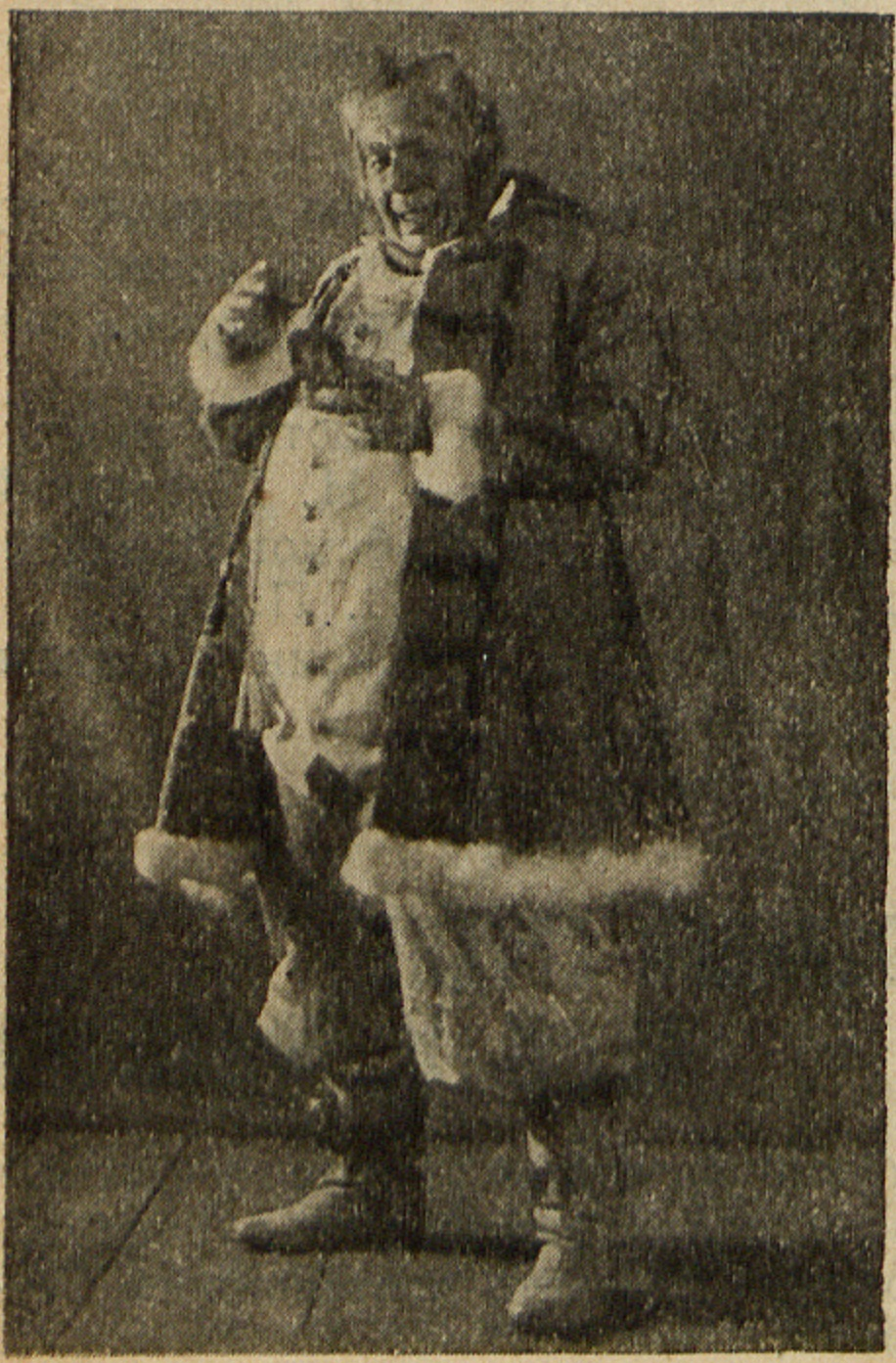
Граф Каменский (Нардов)
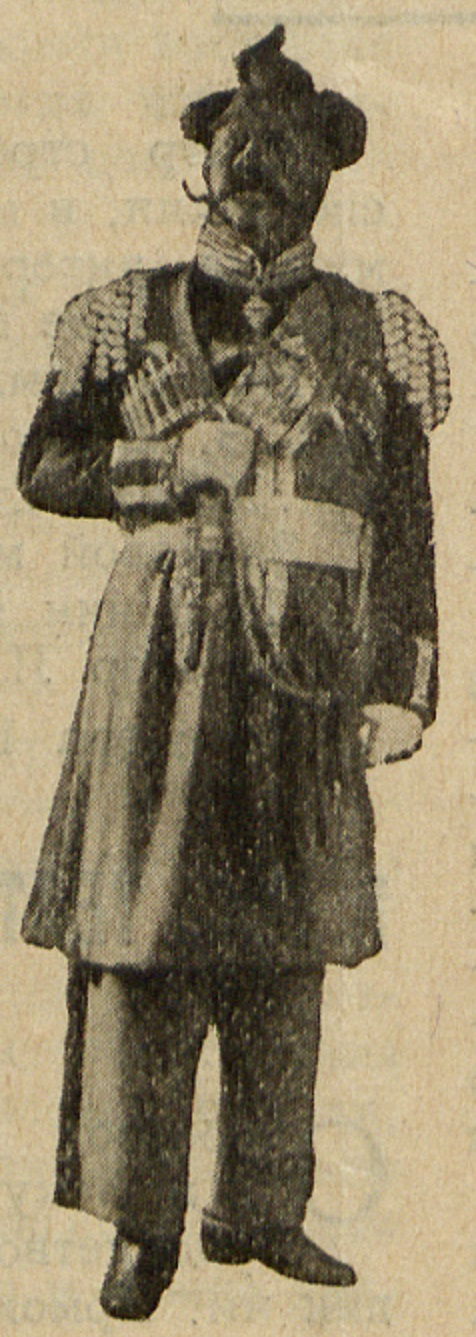
Граф Каменский младший (Яхонтов)
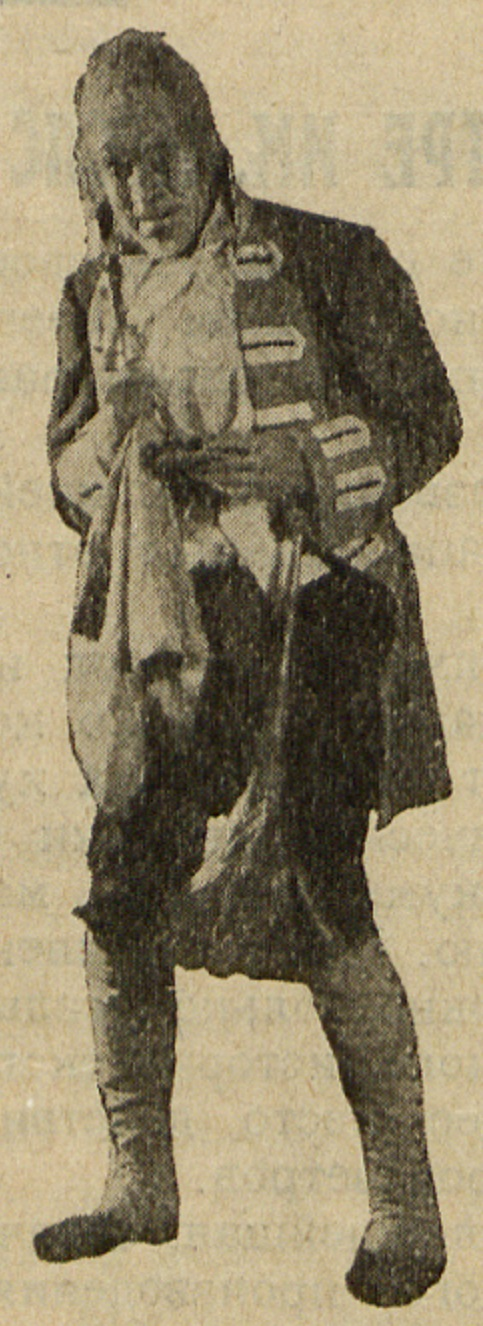
Камердинер (Светланов)
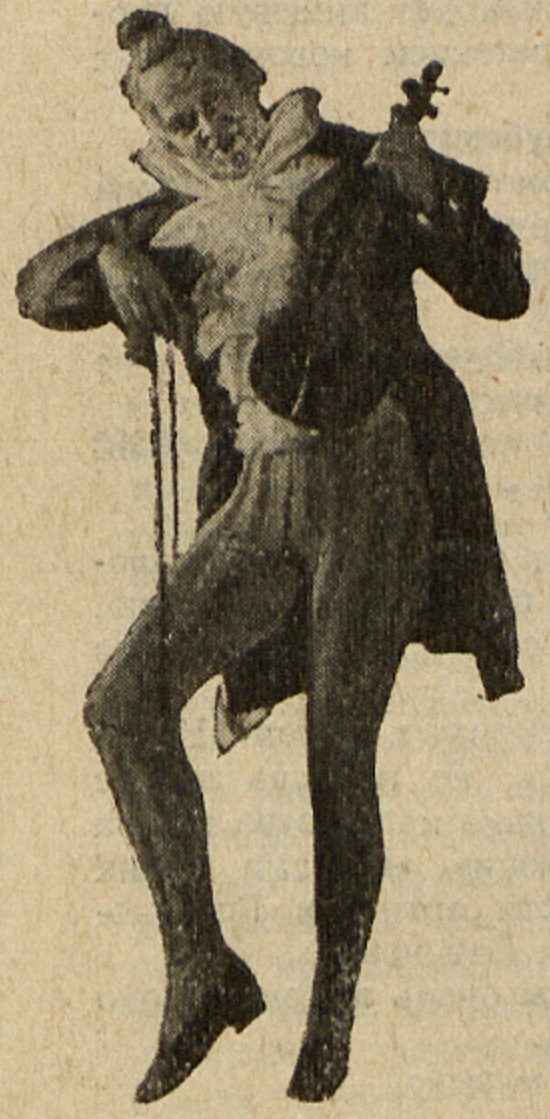
Балетмейстер (Тимченко)
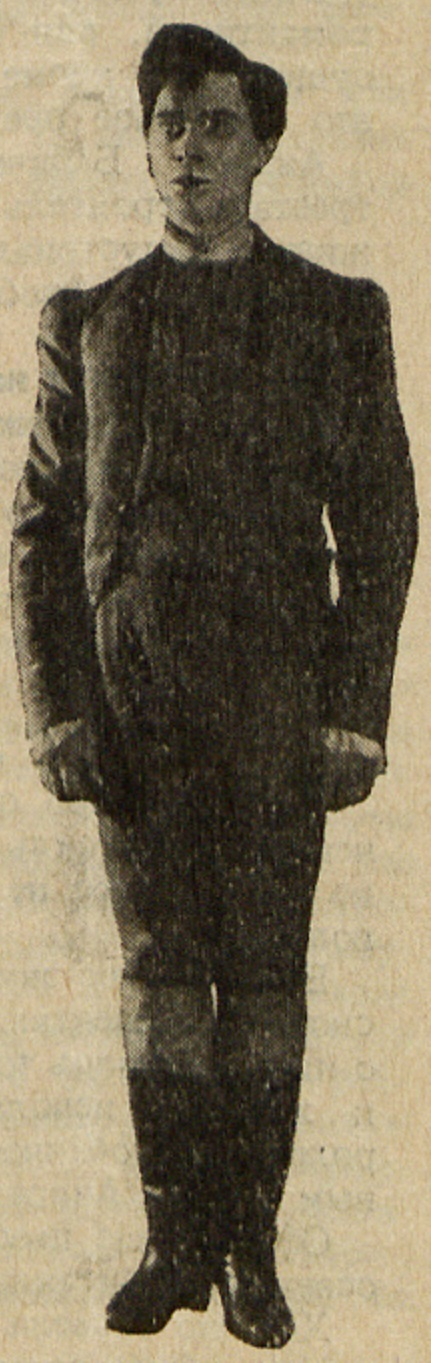
Аркадий Ильин, тупейный художник (Бурлак)
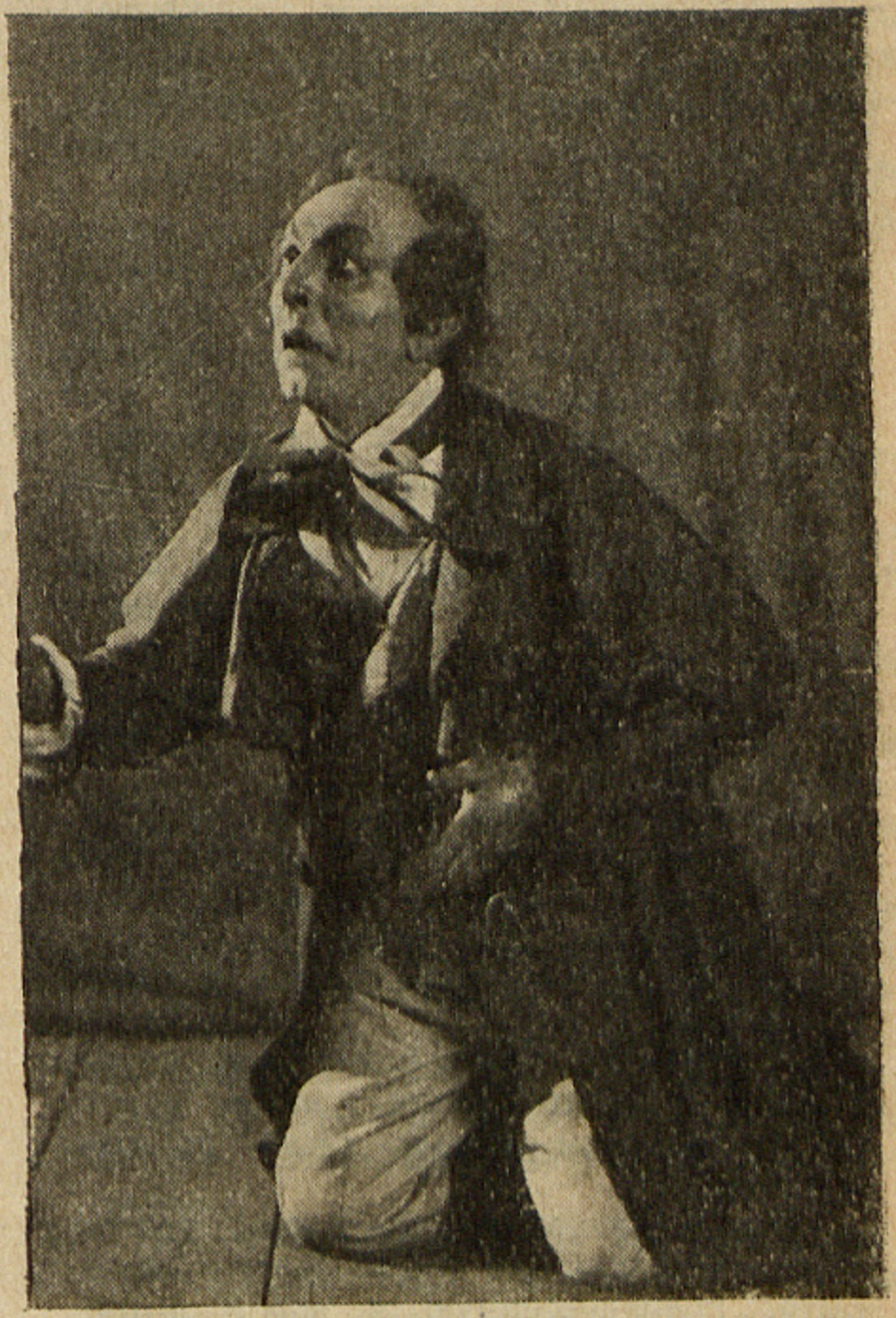
Режиссёр крепостного театра (Пеньковой)

## Сюжет
Опера поставлена на сюжет рассказа Н. С. Лескова «Тупейный художник». Это история о парикмахере крепостного театра (тупейном художнике) Аркадии Ильине и его возлюбленной, крепостной актрисе Любе. Узнав, что владелец театра, граф Каменский, хочет сделать Любу своей любовницей, Аркадий решает бежать с ней за границу. Они останавливаются у попа, чтобы там обвенчаться, но поп выдаёт влюблённых графу. Аркадия отправляют солдатом на войну, а Любу — на скотный двор. С Турецкой войны Аркадий возвращается свободным человеком в чине офицера и хочет отдать все свои сбережения чтобы выкупить Любу у графа. Но Аркадия убивает сторож, у которого тот останавливается ночевать. Люба с горя спивается. Поднимается крестьянское восстание, во время которого усадьбу графов Каменских сжигают.

## Оценки

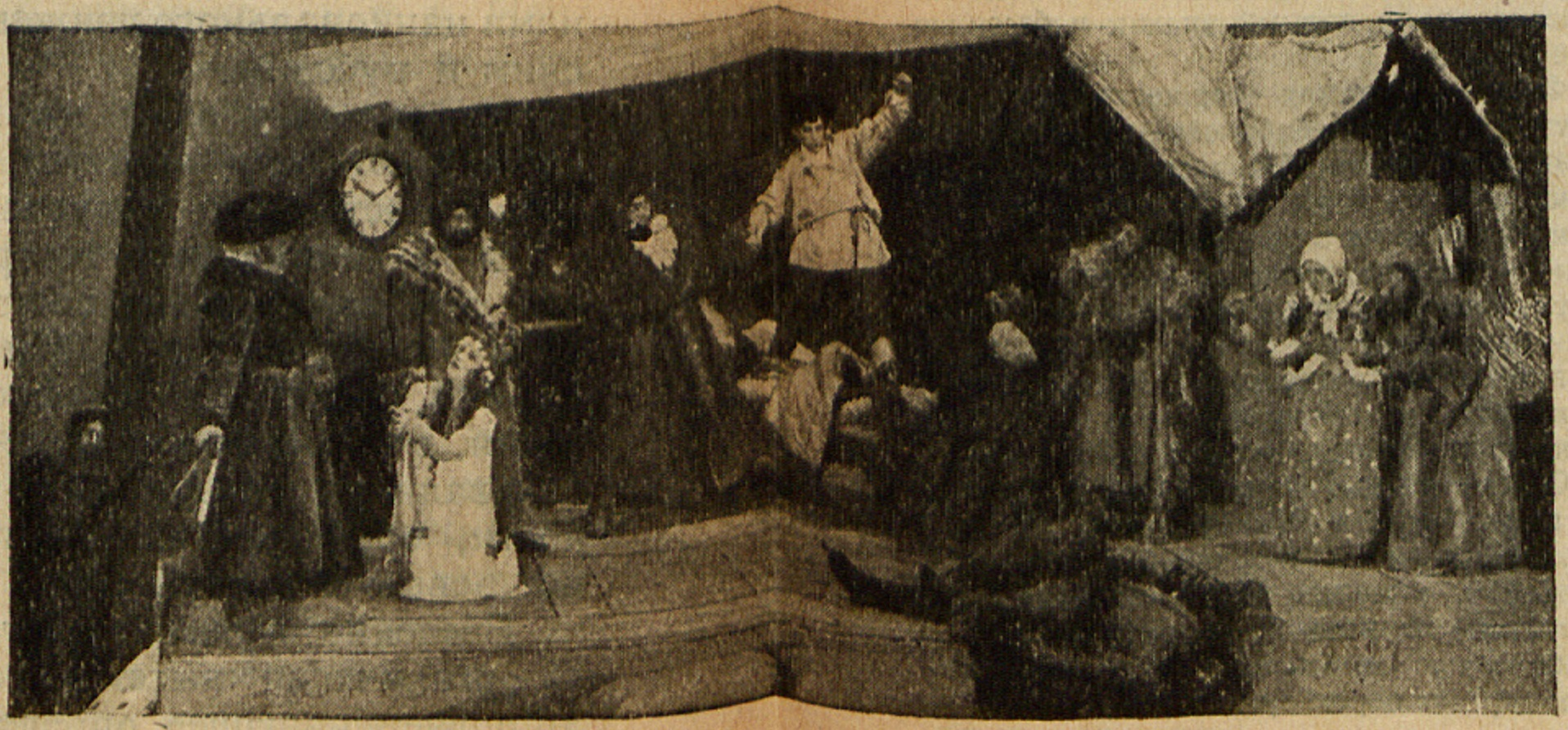
Сцена у попа

Композитор И. П. Шишов характеризует стиль оперы как русский-национальный. При работе над оперой он вдохновлялся русскими народными песнями, а также творчеством М. И. Глинки, Н. А. Римского-Корсакова, М. П. Мусоргского и А. П. Бородина. По словам Шишова, он «старался использовать последние достижения в области музыкальной и сценической, зрелищной…». Композитор сочетал в опере гротеск с трагедией: лирические мелодии для угнетённых и остро-гротескная гармония для угнетателей. Сюжет оперы, рассказ Н. С. Лескова «Тупейный художник», Шишову подсказал его друг, писатель П. С. Сухотин.
Художник М. М. Сапегин при оформлении оперы вдохновлялся народными картинками Николаевской эпохи. Сцену он разделил на две части кумачовой завесой. Таким образом он облегчил показ различных картин, а также дал возможность певцам выступать на просцениуме, ставшем основной певческой площадкой. Оформление заднего плана становилось фоном, объясняющим место действия, и не стесняющим артистов. Ампирное оформление той эпохи художник представил подчёркнуто гротескно, стремясь продемонстрировать ненужность и пошлость этого стиля. Особенно отчётливо это демонстрировалось в третьем акте где одновременно изображались и сцена, и зрительный зал: «Зал не менее бутафорский, чем сама сцена, бесконечно перспективные декорации, золото, гирлянды цветов и прочая мишура русского ампира поданы в чрезвычайно гротескном стиле».
Режиссёр первой постановки А. П. Петровский отмечал, что для оперы характерно разнообразие картин и множество действующих лиц, а также время действия в Николаевскую эпоху, из за чего постановщики пошли по пути «плаката, резких контрастов и гротеска». Небольшая сцена театра вынудила постановщиков увеличить её площадь за счёт оркестра и перенести действие на передний план. Декорации же, размещавшиеся на заднем плане, обозначали место действия.
Критик Л. Оболенский отмечал, что собственного стиля у композитора Шишова так и не выработалось. Критик не соглашался со словами композитора об использовании последних достижений в музыкальной области. По его мнению, «Тупейный художник» больше напоминает арии начала XIX века. Музыкальные характеристики персонажей Оболенский называл «не особенно смелыми и недостаточно яркими». Он отмечал однако, что музыка слушается легко и в ней есть некоторые запоминающиеся моменты. ПО мнению критика, Шишов не вполне справился и изображением драматических моментов, которые подчёркиваются преимущественно внешними оркестровыми эффектами. Оформление художника Сапегина критик называл недостаточно выдержанным. По его мнению, некоторые моменты отвлекают зрителя от основного действия. Например, эпизод бритья графа, где отражения графа и Аркадия в зеркале изображают живые актёры. Иные моменты оформления и вовсе вызывают недоумение. Например, в один из драматических моментов, демонстрирующих переживания Любы, на заднем плане находится лубочное изображение исправника, едущего на тройке на фоне голубого неба с солнышком.
Музыковед С. А. Лопашев положительно оценивал работу композитора Шишова:
Музыка в опере удачно развёртывает сюжет. В ней много новизны. Эпизодичность музыкального действия не напрягает внимания зрителя и легко воспринимается. Характеры действующих лиц сделаны очень ярко и развиваются художественно-логически на всём протяжении действия.
Музыкальный критик М. Гринберг называл оперу вампукой. В качестве примера наиболее яркого низкопробного оперного штампа он приводит сцену, когда поп выдаёт графу Аркадия и Любу. В тот момент, когда Аркадия должны повести на дыбу, а Любу «привести в порядок» и привести в графскую спальню, все остальные действующие лица начинают петь «десятиминутный чувствительно-сладкий, паточный „оперный“ ансамбль». Мелодии он называл в целом безликими и простыми. По его мнению, в «Тупейном художнике» композитор легкомысленно подошёл к воплощению пролетарской оперы: «Всё для мещанского опошления идеи революционной оперы — в нём налицо».